# Eckardtshausen
Eckardtshausen is een plaats in de Wartburgkreis in de Duitse deelstaat Thüringen. De dorpskerk stamt uit 1614.

## Geschiedenis
In 1996 werd Eckardtshausen samengevoegd met Marksuhl, dat op 6 juli 2018 opging in de gemeente Gerstungen.